# Teratophyllum rotundifoliatum
Teratophyllum rotundifoliatum är en träjonväxtart som först beskrevs av R.Bonap., och fick sitt nu gällande namn av Holtt. Teratophyllum rotundifoliatum ingår i släktet Teratophyllum och familjen Dryopteridaceae. Inga underarter finns listade.